# Laurence Modaine-Cessac
Laurence Modaine-Cessac (Douai, 28 dicembre 1968) è un'ex schermitrice francese, vincitrice di una medaglia di bronzo nella scherma ai giochi olimpici e di una Coppa del Mondo di scherma.